# Itanhandu
Itanhandu é um município da microrregião de São Lourenço, no sul do estado de Minas Gerais, no Brasil.

## Generalidades

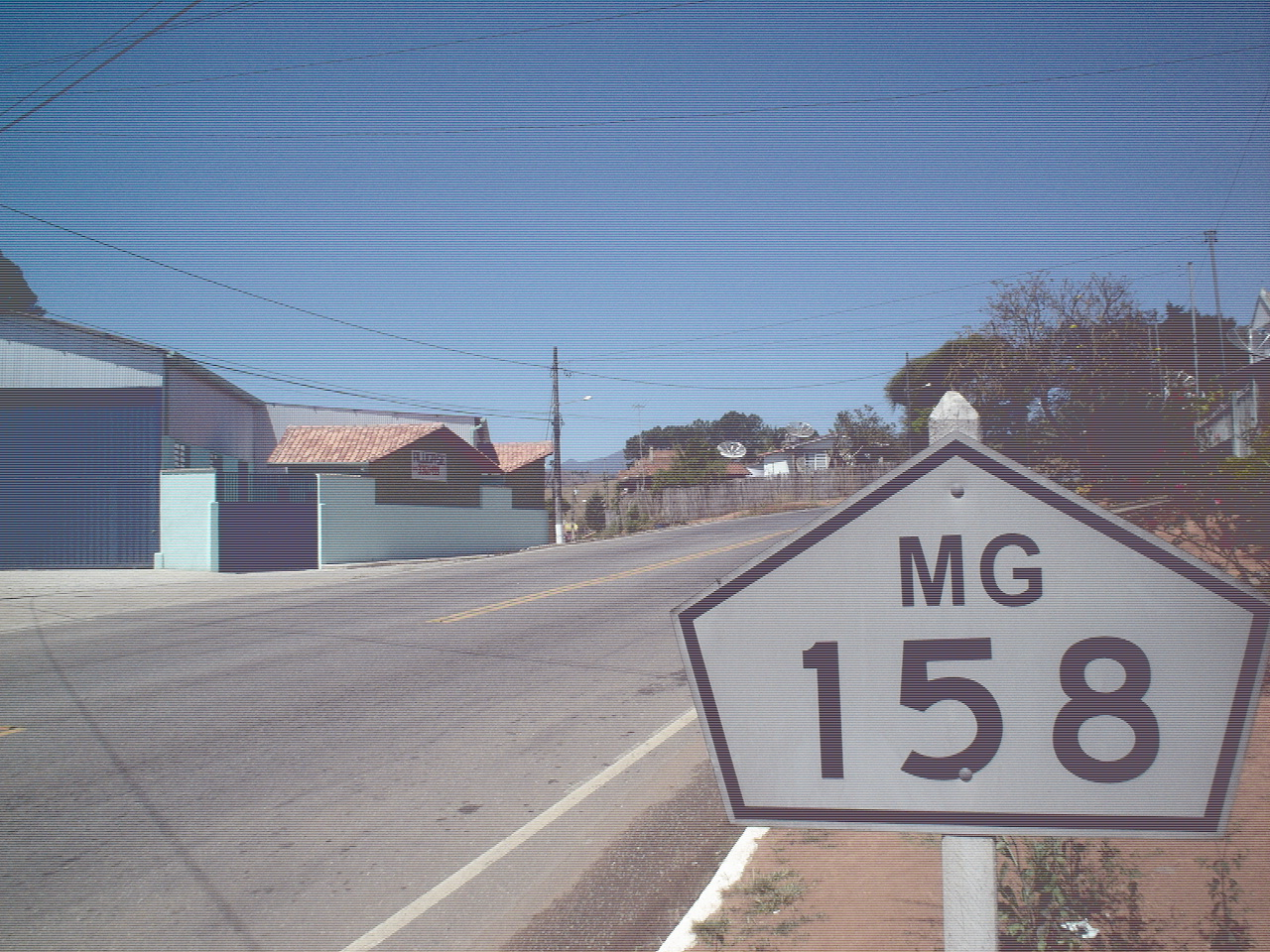
Rodovia MG-158 em Itanhandu.

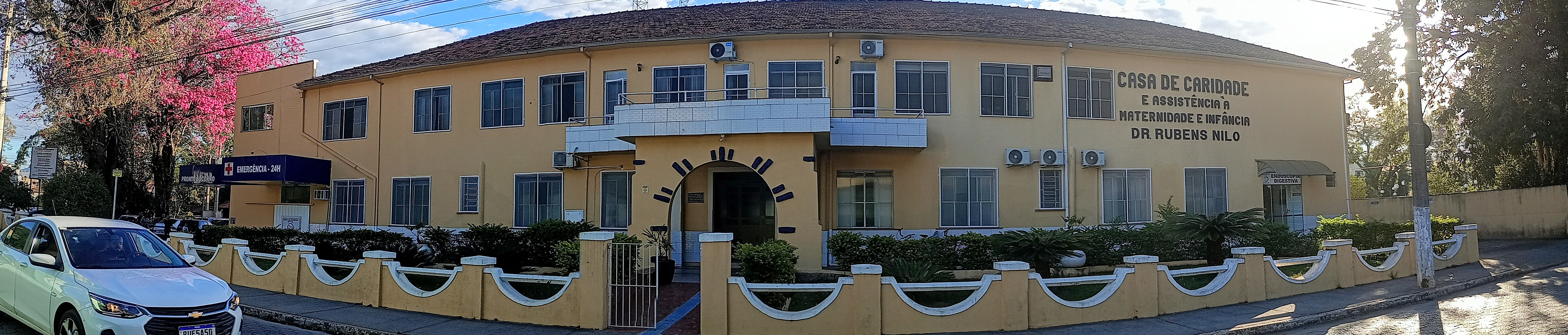
Vista Panorâmica da Casa de Caridade de Itanhandu tirada do outro lado da rua que corta a fachada do edifício.

De acordo com o censo realizado pelo Instituto Brasileiro de Geografia e Estatística em 2010, sua população é de 14 183 habitantes. Sua área é de 143,938 quilômetros quadrados.
Em 1911, o local foi elevado a distrito, pertencente a Pouso Alto. E, em 1923, criou-se o município de Itanhandu, que quer dizer, em língua tupi, "ema de pedra", através da junção dos termos itá ("pedra") e nhandu ("ema"). A cultura na cidade tem seu ponto alto no carnaval,que atrai turistas e carnavalescos de todos os lugares do país. Entre os atrativos naturais, encontra-se, a vinte quilômetros da cidade, a nascente do Rio Verde, no alto da Serra da Mantiqueira, com matas virgens, clima puro e belas paisagens.

## História e etimologia
No século XVI, toda a região do sul do atual estado brasileiro de Minas Gerais era território disputado entre vários povos indígenas brasileiros: a oeste, situavam-se os caingangues; ao sudoeste, situavam-se os tupiniquins; a sudeste, situavam-se os tupinambás e, a leste, situavam-se os puris.
Corria o final do século XVI quando foram ouvidos os primeiros passos dos exploradores europeus. Tudo era novo e desconhecido para esses homens rudes, que rasgavam impiedosamente a Mata Atlântica. Surgia o primeiro caminho ligando o litoral a uma terra rica em ouro e pedras preciosas, hoje chamada Minas Gerais.
No princípio do século XVIII, um pequeno aglomerado de casas, circundado por várias fazendas, deu origem ao Arraial de Barra do Rio Verde. Com a inauguração da Estrada de Ferro Minas e Rio, em 1884, a população começou a crescer. O arraial instalou-se à beira dos rios Verde e Itanhandu, este último dando o nome definitivo ao lugarejo. O lugar era chamado pelos índios de "Itanhandu" (que significa "ema de pedra") porque o Rio Verde forma no local grandes quantidades de "pedras que correm, ao longo das eras (seixos rolados)".
O Caminho Velho passava por Itanhandu. Foi usado para escoar o ouro e outras riquezas de Minas para o porto de Parati, no Rio de Janeiro. Já na primeira metade do século XVIII havia no local um pequeno povoado, cercado por algumas fazendas. Surgiria mais tarde um arraial, denominado Barra do Rio Verde. Foi-se o ouro - cujas minas estavam praticamente exauridas no final do século XVIII, mas o movimento nunca cessou. Mesmo o surgimento do Caminho Novo (passando pelas cidades de Petrópolis, Juiz de Fora e Barbacena) não diminuiu o trânsito. A velha estrada continuava sua história no vai-e-vem dos tropeiros que abasteciam o intenso comércio mineiro.
Em 1923, Itanhandu tornou-se município.
Dois fatos históricos ficaram bastante marcados na história de Itanhandu: a Revolução de 1930 e a Revolução de 1932. Ambas foram de curta duração, entretanto mudaram os rumos do país. A primeira deu o poder a Getúlio Vargas, candidato derrotado à presidência, alegando fraudes no processo eleitoral, dominado por velhas oligarquias. De São Paulo eclodiu o movimento de 32, exigindo o fim do governo provisório de Vargas e a convocação de novas eleições. Nos dois acontecimentos, a cidade ficou exposta a conflitos armados entre Minas Gerais e São Paulo, em vista de sua posição estratégica de fronteira. Toda a população era retirada e as luzes apagadas à noite. Dos combates de 1932, participou um jovem tenente médico, futuro governador de Minas Gerais e presidente do Brasil: Juscelino Kubitschek, que declararia, mais tarde, a amigos: "Minha carreira política começou em Itanhandu".